# Kalloní (ort i Grekland, Epirus)
Kalloní är en ort i Grekland.   Den ligger i prefekturen Nomós Ártas och regionen Epirus, i den centrala delen av landet, 270 km nordväst om huvudstaden Aten. Kalloní ligger 341 meter över havet och antalet invånare är 150.
Terrängen runt Kalloní är kuperad åt sydost, men åt nordväst är den bergig.Runt Kalloní är det glesbefolkat, med 13 invånare per kvadratkilometer. Närmaste större samhälle är Ágios Dimítrios, 5,2 km norr om Kalloní. I omgivningarna runt Kalloní växer i huvudsak blandskog.